# Peristeri
Peristeri (tiếng Hy Lạp: ?) là một khu tự quản ở vùng Attiki, Hy Lạp. Khu tự quản Peristeri có diện tích 10 km², dân số theo điều tra ngày 18 tháng 3 năm 2001 là 146743 người.